# Moord op Marianne Vaatstra
Marianne Imke Vaatstra (Zwaagwesteinde, 10 augustus 1982 – Veenklooster, 1 mei 1999) werd op zestienjarige leeftijd verkracht en vermoord. Zij was op de fiets onderweg van Kollum naar haar ouderlijk huis in Zwaagwesteinde (tegenwoordig officieel De Westereen) en werd nabij Veenklooster gevonden. Op 18 november 2012 werd Jasper S. gearresteerd en op 6 december 2012 heeft hij de verkrachting en moord bekend.

## Opsporingsonderzoek en verdachte
Op 1 mei 1999 was Marianne Vaatstra als vermist opgegeven bij de politie. Zij was na een avond stappen niet thuis teruggekeerd en verbleef ook niet bij vrienden. Vrienden en familieleden van haar zijn naar haar op zoek gegaan. Diezelfde dag werd haar fiets gevonden in een greppel aan de Keningswei onder Veenklooster, in de gemeente Kollumerland c.a.. Kort daarna werd in een weiland, in de nabijheid van deze fiets, haar stoffelijk overschot aangetroffen, waarbij bleek dat zij met geweld om het leven was gebracht.
De moord kreeg veel aandacht in de landelijke pers. Een vaak genoemd thema was de verdenking dat de dader wellicht een bewoner was van het asielzoekerscentrum vlak bij Kollum. Op een openbare bijeenkomst over de verplaatsing van het asielzoekerscentrum werd de burgemeester van Kollum, Piet Visser, met eieren bekogeld. Twee asielzoekers uit Irak en Afghanistan werden op grond van DNA-onderzoek buiten staat van beschuldiging gesteld. De zoektocht ging verder naar een vermoedelijke Nederlandse dader uit de omgeving. Later werd bekend dat de toenmalige directeur van het asielzoekerscentrum Nettie Groeneveld wegens de beschuldigingen had gevreesd voor een aanslag.
In mei 2006 vroeg het Tweede Kamerlid Hilbrand Nawijn, van Groep Nawijn, om heropening van het politieonderzoek. In juni 2007 en in juni 2010 stelde Kamerlid Fred Teeven, VVD, Kamervragen over de zaak. Ook in het televisieprogramma Peter R. de Vries, misdaadverslaggever werd veelvuldig aandacht aan de zaak besteed.
Het Openbaar Ministerie heeft sinds het begin van het onderzoek in 1999 ten minste 12 mensen laten aanhouden als verdachte. Daarnaast werd in 2012 van meer dan 900 mensen DNA-materiaal verzameld.

### Doorbraak in 2012

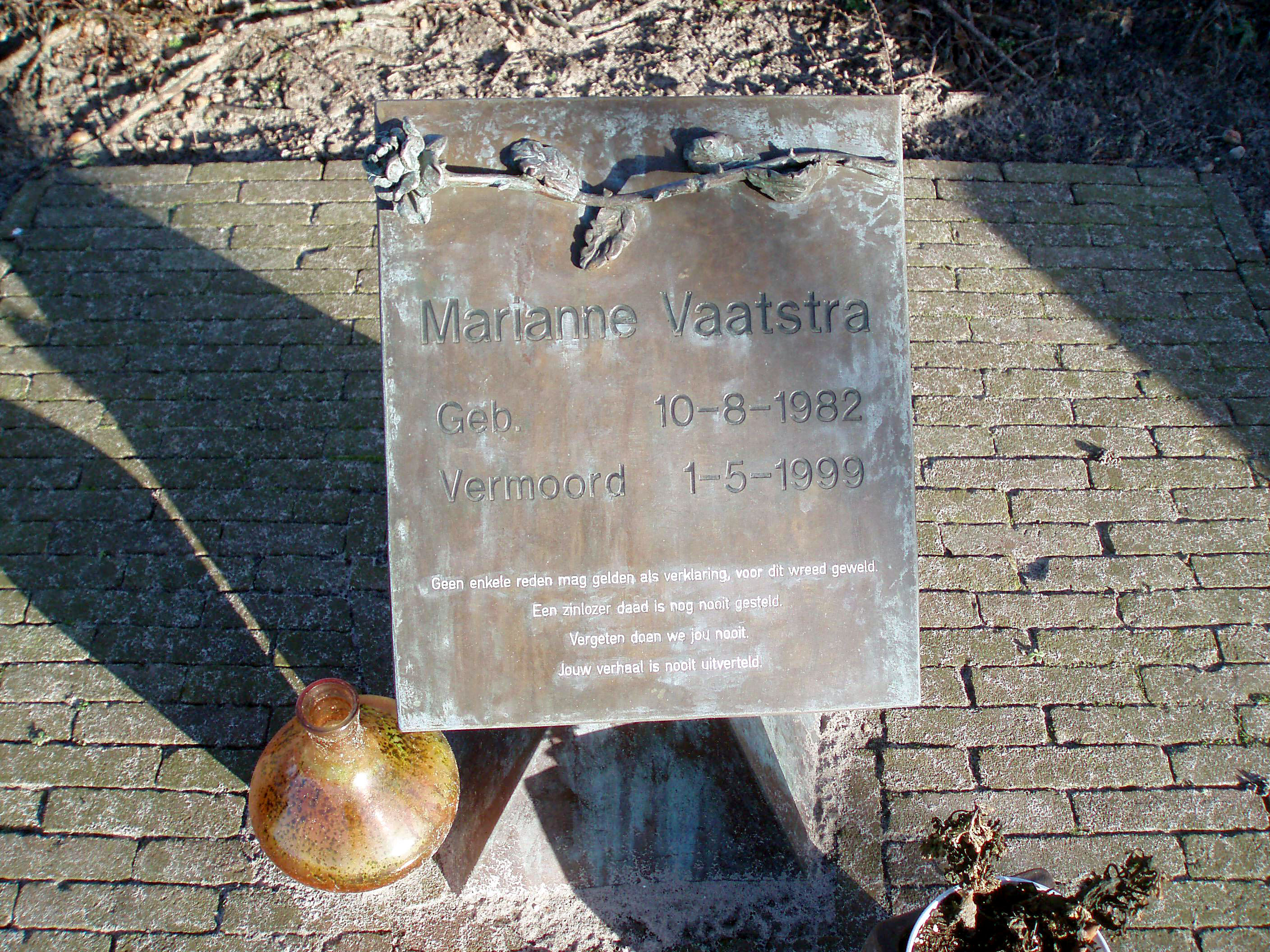
Monument voor Marianne Vaatstra, Hans Jouta

Minister van Justitie Hirsch Ballin gaf in 2008 de aanzet tot meer mogelijkheden met DNA-onderzoek. Dat resulteerde in april 2012 in een wetswijziging en maakte een grootschalig verwantschapsonderzoek mogelijk.
Op 29 september 2012 begon een DNA-verwantschapsonderzoek, dat in een straal van 5 km van de plaats delict werd gehouden, onder ruim 8000 mannen. Bij dit onderzoek op vrijwillige basis werd gezocht naar mannen met een soortgelijk Y-chromosomaal DNA-profiel als de dader, om via familiestambomen van matchende personen de dader te vinden.
Dit verwantschapsonderzoek resulteerde in een DNA-match, toen het Nederlands Forensisch Instituut bijna vierduizend van de zesduizend DNA-sets uit de Vaatstra-zaak had onderzocht. Op 18 november werd Jasper S. gearresteerd, een 45-jarige veehouder uit Oudwoude, 2,5 km van de plaats delict. De verdachte bleek vrijwillig aan het DNA-verwantschapsonderzoek te hebben meegedaan. In het tweede controle-onderzoek werd bevestigd dat het DNA-profiel van de verdachte overeenkwam met DNA-sporen die op het slachtoffer waren gevonden. Daags na het besluit hem langer in voorarrest te houden bekende S. op 6 december 2012 de moord.
Het strafproces tegen Jasper S. begon op 28 maart 2013. De officier van justitie hield hem voor volledig toerekeningsvatbaar. De strafeis van het OM bedroeg 20 jaar. Op 19 april 2013 veroordeelde de rechtbank in Leeuwarden Jasper S. tot een gevangenisstraf van 18 jaar voor verkrachting en moord.

## Monument
Op 25 september 2004 werd in Zwaagwesteinde een monument onthuld ter nagedachtenis aan Marianne Vaatstra. Het monument is ontworpen door Hans Jouta.

## Prijs voor vader Vaatstra
Bauke Vaatstra (1938-2024), de vader van Marianne, kreeg in februari 2013 de Machiavelliprijs. Volgens de stichting Machiavelli had hij met zijn constante pleidooi voor een grootschalig DNA-onderzoek een doorbraak bewerkstelligd in de wetgeving, met eveneens gevolgen voor de oplossing van andere cold cases. Guido Klabbers, oud-directeur van VluchtelingenWerk Leeuwarden, had geprobeerd de uitreiking van de prijs aan Vaatstra te voorkomen, omdat deze hem in 1999 telefonisch met de dood zou hebben bedreigd in verband met de toenmalige verdenkingen tegen asielzoekers. Vaatstra ontkende de bedreiging.

## Complottheorie en dagboek
Het dagboek dat Maaike Terpstra, de moeder van Marianne Vaatstra, vanaf mei 1999 bijhield zou onderwerp worden van een geschil omtrent de auteursrechten met de zichzelf klokkenluider noemende publicist en activist Wim Dankbaar uit Overveen en diens co-auteur Hans Mauritz. Tijdens de zoektocht naar de dader had haar moeder dit dagboek bijgehouden. Daarin uitte zij haar twijfels over het toen nog lopende onderzoek. De publicist betwistte na diens veroordeling dat Jasper S. werkelijk de moordenaar zou zijn van haar dochter. Dankbaar hield vol dat een asielzoeker schuldig zou zijn aan de moord en dat er om hem te veroordelen gebruik zou zijn gemaakt van vals DNA. Ook zou een Duitser betrokken zijn bij de moord. Er zou volgens hem sprake zijn van een complot, waarbij overheid, pers en politiek de werkelijke dader (een asielzoeker) de hand boven het hoofd zouden houden. Daarbij publiceerde hij in zijn boek "Het verboden dagboek van Maaike Vaatstra" en op zijn eigen website "Recht is krom" onder meer fictieve, door hem zelf geschreven brieven waarbij hij zich zonder haar toestemming bediende van haar naam. Dit had reeds geleid tot een strafrechtelijke veroordeling van Dankbaar wegens smaadschrift jegens de bedoelde Duitser. De rechter legde hem twee maanden gevangenisstraf op wegens bewezen geachte smaad in geschrifte en nog een maand extra omdat hij nog in een proeftijd zat van een eerdere veroordeling voor smaad. Ook diende hij zich in toekomstige herdrukken van het boek te onthouden van smadelijke teksten over de Duitser.
De moeder werd in haar bezwaren tegen de praktijken van Dankbaar bijgestaan door advocaat Yehudi Moszkowicz. Volgens Terpstra maakte Dankbaar haar emotioneel kapot door zich veelvuldig aan haar op te dringen in zijn onderzoek naar het door hem beweerd complot. De rechter veroordeelde Dankbaar tot verwijdering van delen van het dagboek van Terpstra, die hij op zijn site had gepubliceerd, en legde hem een contactverbod op, op straffe van verbeurte van dwangsommen van 20.000 euro per overtreding met een maximum van 500.000 euro.
Op 18 november 2015 en 24 augustus 2016 werden vonnissen gewezen door de Rechtbank Noord-Holland (Haarlem) en op 17 maart 2015 en 5 juni 2018 arresten gewezen door het Gerechtshof Amsterdam, waarvan in november 2019 cassatie werd verworpen door de Hoge Raad. De rechtbank had in oktober 2017 de moeder van Marianne Vaatstra een half miljoen euro toegewezen. Dankbaar was begin augustus 2017 veroordeeld tot hoge dwangsommen indien hij bepaalde uitlatingen over de moeder niet zou rectificeren en van zijn website en Facebook-pagina zou verwijderen. Vastgesteld werd dat Dankbaar zich niet volledig aan dit vonnis had gehouden: op zijn Facebook-pagina en op zijn website had hij teksten gehandhaafd in strijd met de veroordeling. Ook mocht hij haar niet meer lastigvallen via telefoon, post, mail of persoonlijk, op last van een dwangsom van 20.000 euro per overtreding.

## De moord in de populaire media
Criminoloog Simon Vuyk schreef het boek Marianne Vaatstra, het verhaal van haar moord (2013) over de misdaad. In april 2022 maakte streamingdienst Viaplay plannen bekend om een dramaserie te produceren waarin de zoektocht naar Jasper S. wordt blootgelegd. De serie, geproduceerd door Willem Bosch en Pieter Kuijpers, zou oorspronkelijk de titel De jacht op Jasper S. krijgen, maar deze werd later gewijzigd naar Een van ons. De opnames startten in 2023. De zesdelige dramaserie is vanaf 12 september 2024 te zien op Canal+. de familie Vaatstra heeft laten weten dat ze het afschuwelijk vinden dat de dood van Marianne is gebruikt voor de serie, en dat de makers nooit contact hebben gezocht.
Op Discovery+ was in 2021 de vierdelige serie De moord op Marianne Vaatstra te zien. Deze werd vanaf 5 juni 2022 tevens op Discovery Channel uitgezonden.